# Gorogobius stevcici
 Gorogobius stevcici es una especie de peces de la familia de los Gobiidae en el orden de los Perciformes.

## Morfología
Los machos pueden llegar a alcanzar los 3,3 cm de longitud total y las  hembras 2,33.

## Hábitat
Es un pez de Mar y, de clima tropical y bentopelágico que vive entre 15-40 m de profundidad. 

## Distribución geográfica
Se encuentra en el Golfo de Guinea.

## Observaciones
Es inofensivo para los humanos. 